# Chambas
Pour les articles homonymes, voir Chambas (homonymie).
Les Chambas constituent une population d'Afrique de l'Ouest, surtout présente au Nigeria et dans le nord-ouest du Cameroun, dans la région du Grassland.

## Ethnonymie
Selon les sources et le contexte, on observe de multiples variantes : Camba, Chamba Daka, Chamba Leko, Chambas, Daka, Dima, Dingi, Jama, 
Leko, Nakanyare, Sama, Samba, Samma, Tchamba, Tsamba, Tshamba.

## Population
Selon les sources, leur nombre a été estimé à 200 000 ou 250 000, avec une proportion de musulmans d'environ 15 %. Cependant Jacques Kerchache (2008) avance un nombre beaucoup plus réduit, soit 20 000 individus.

## Langues
Les Chamba-Daka parlent le samba daka, alors que les Chamba-Leko parlent une autre langue, le samba leko. Le peul et le haoussa sont également utilisés.

## Culture
Les Chamba sont réputés pour leur sculpture, leur poterie et leur travail du métal.

### Sculpture
Parmi les types de masques utilisés, se distingue celui à tête ronde, avec une grande bouche aplatie et deux larges cornes projetées en arrière. Le style des masques chamba a été rapproché de celui des Jukun, des Mumuye, des Mambila et des Kutine du Cameroun.
Les statuettes sont relativement rares, leurs fonctions souvent mal connues. Elles présentent des éléments stylistiques communs avec celles des Mumuye. Beaucoup sont recouvertes d'une épaisse patine rougeâtre provenant de nombreuses libations sacrificielles. Certaines, de plus petite taille, sont fixées au bout d'une pique en fer et plantées dans les champs pour obtenir une guérison ou se prémunir des morsures de serpents.

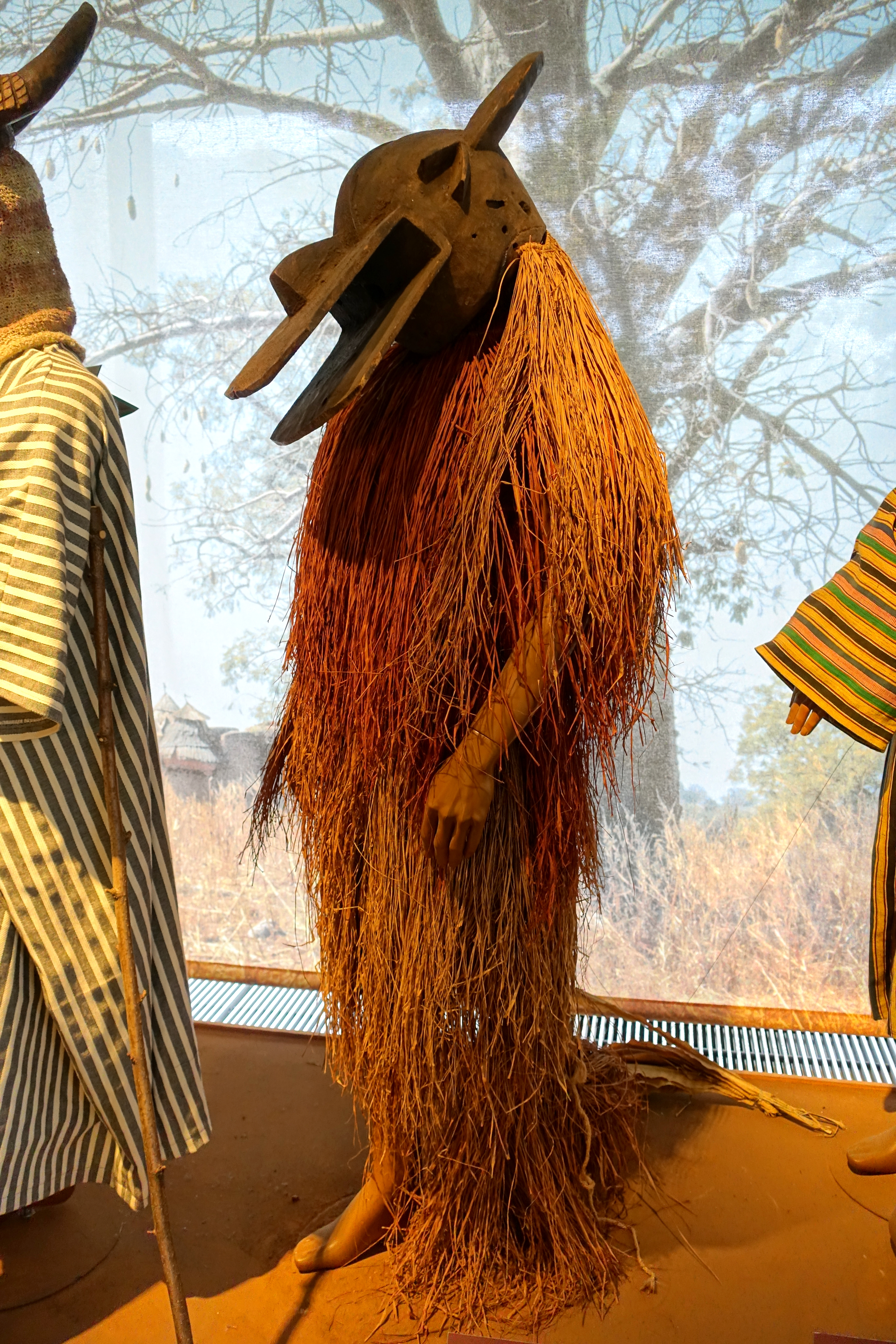
Masque de buffle[7].
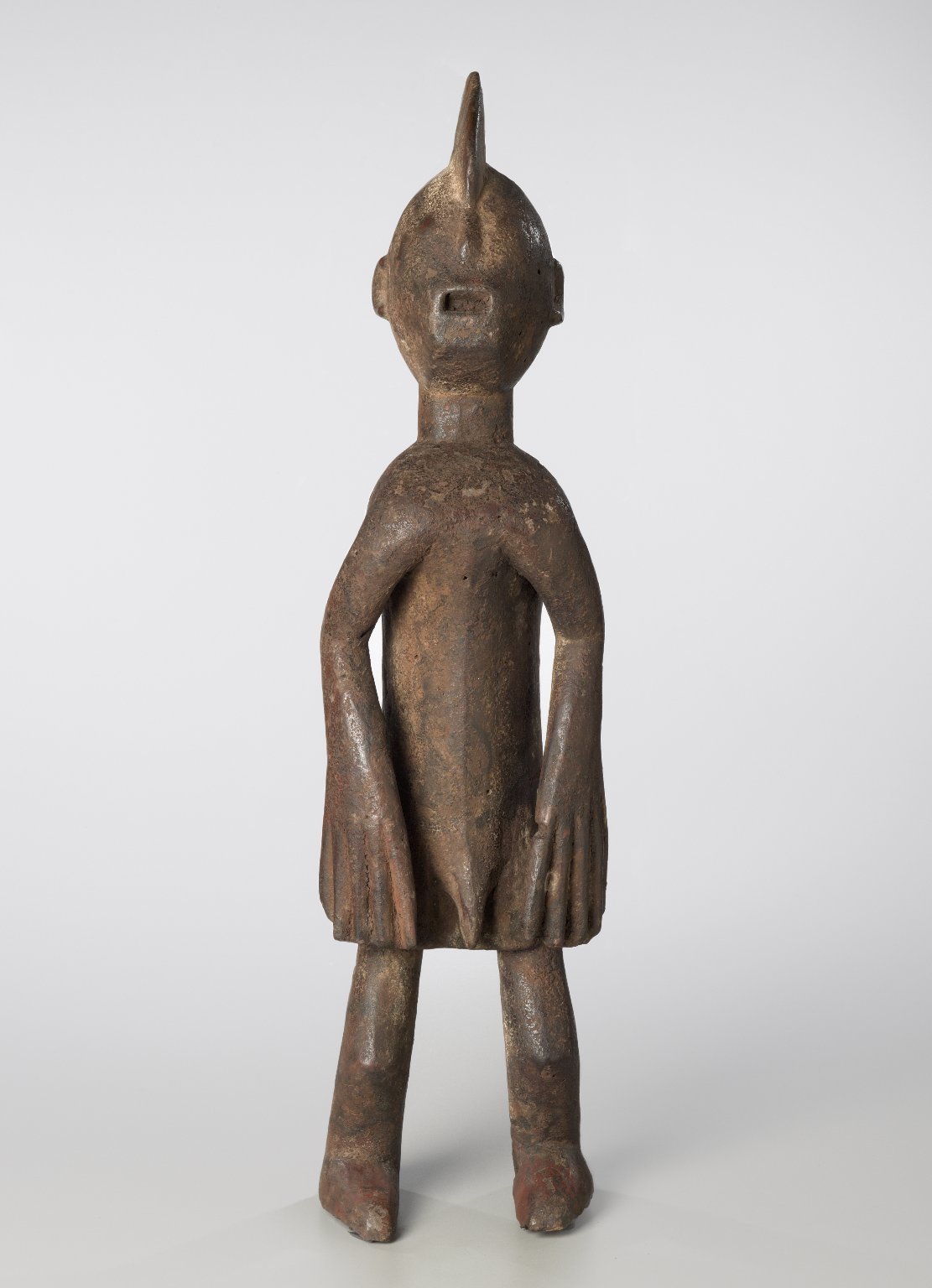
Statue masculine[8].
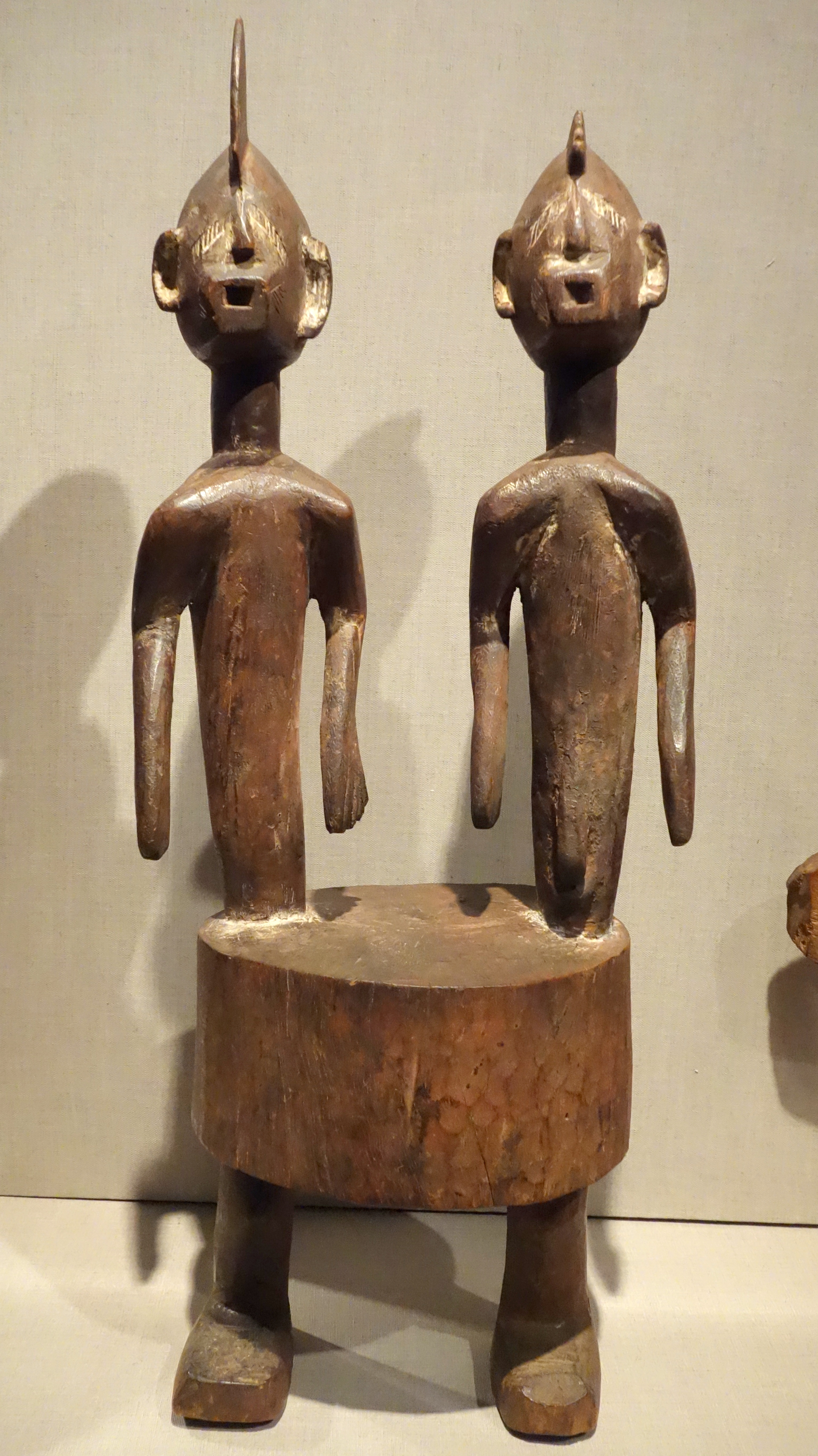
Double statue en bois[9].
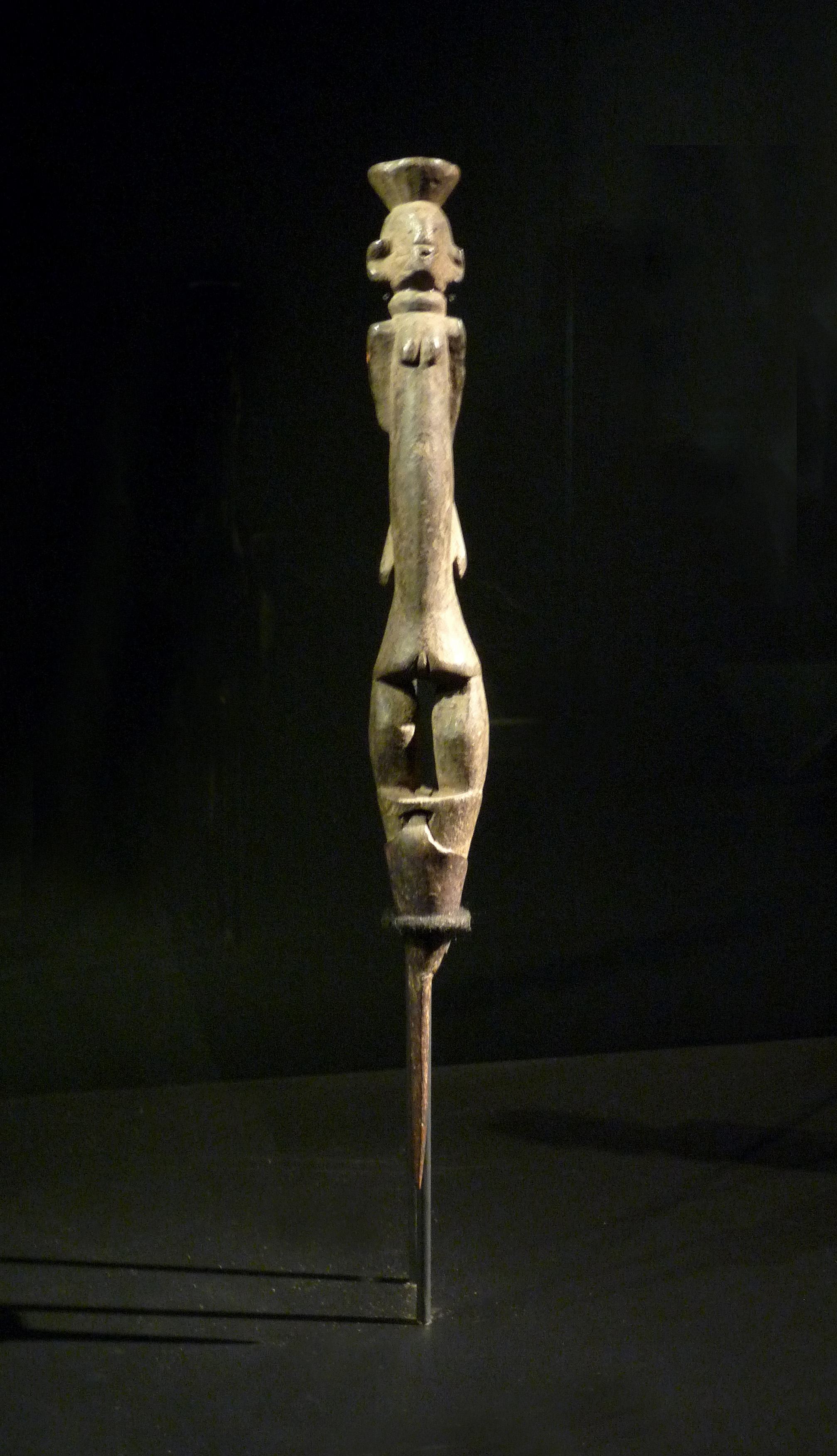
Statue-colonne féminine[10].
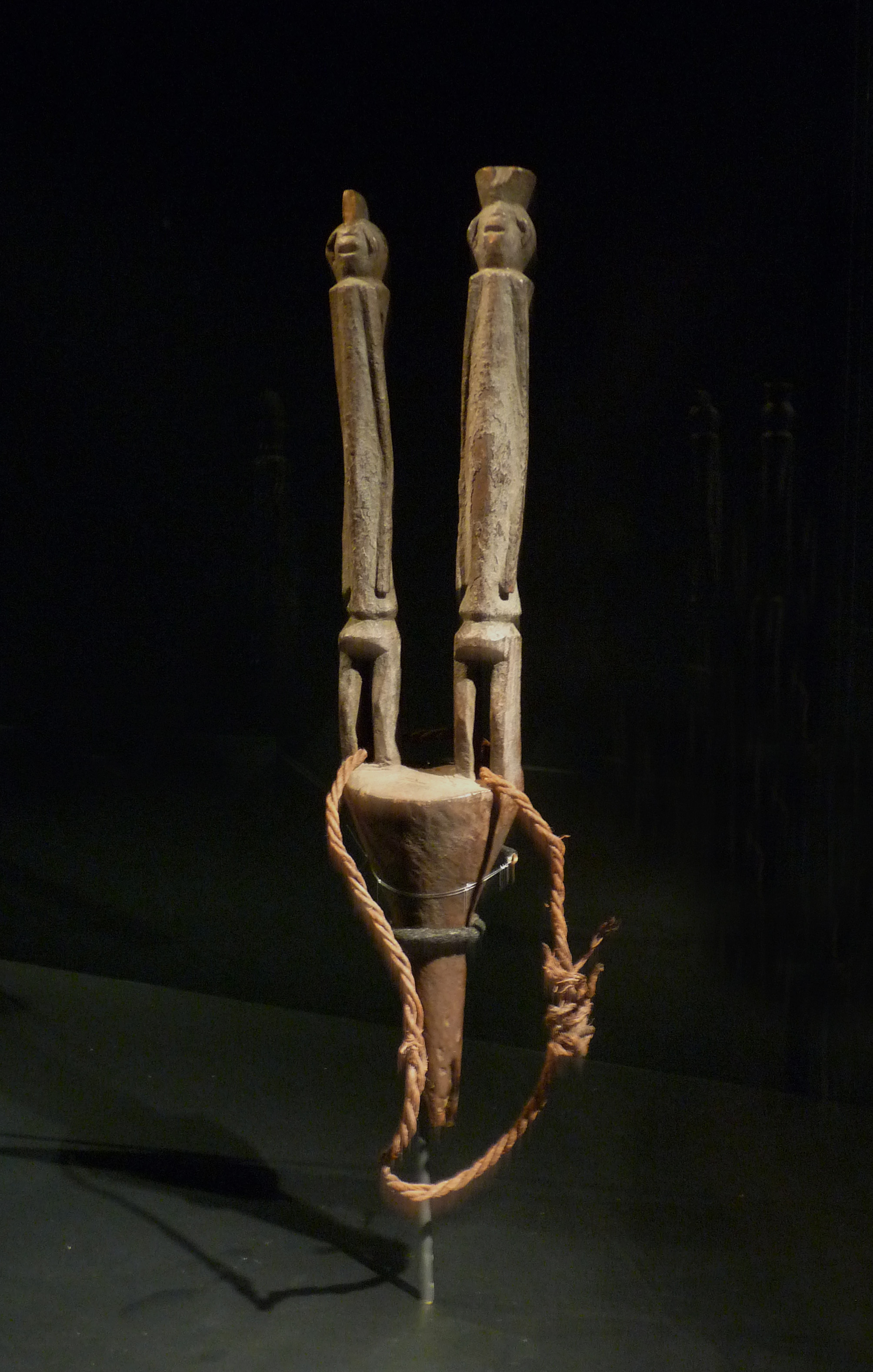
Double statue-colonne[10].

### Travail du métal

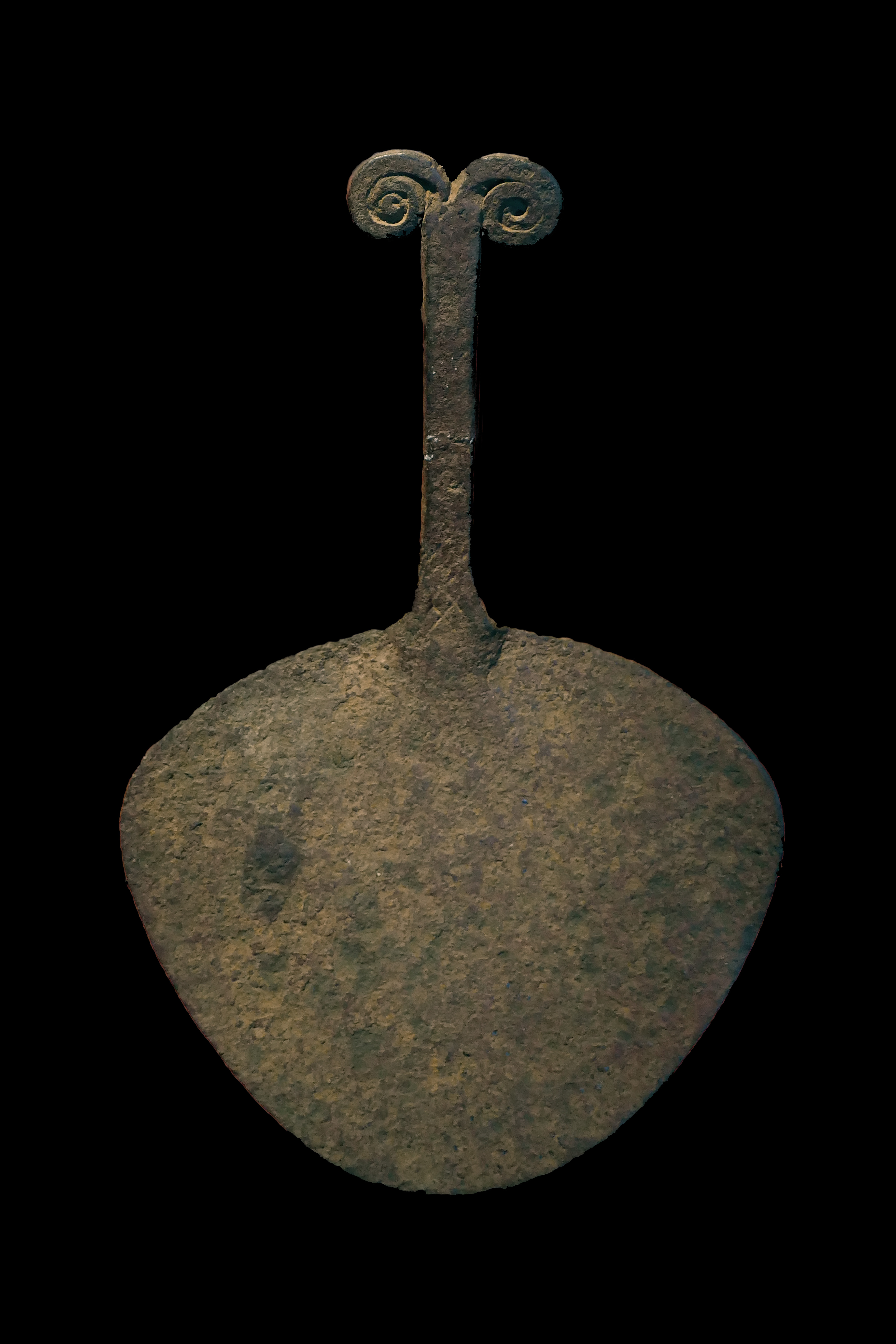
Lame de houe jəm.

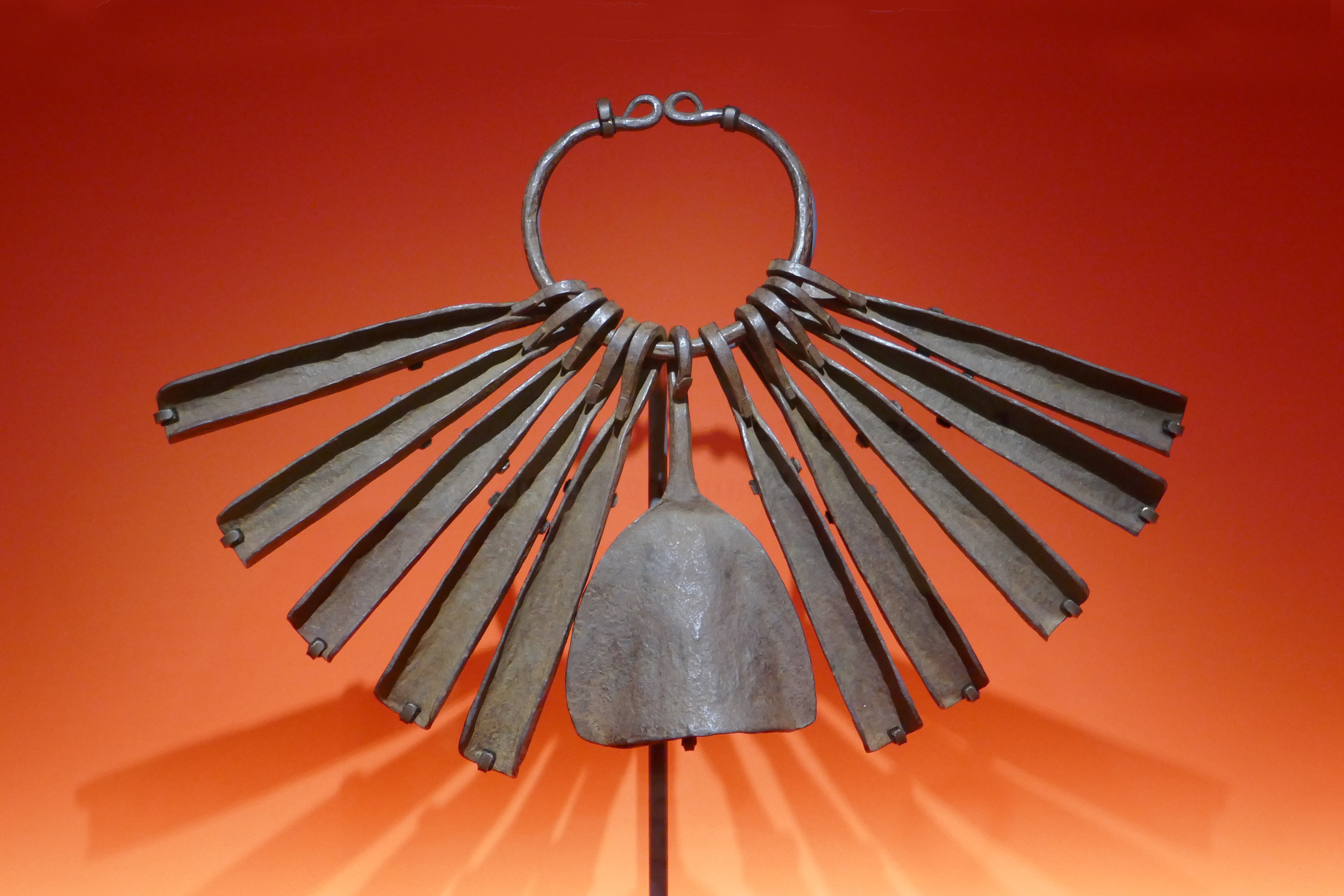
Instrument composé de dix hochets utilisé par les hommes initiés pour annoncer le Jup Kupsa.

De même que leurs voisins Vere, les Chamba utilisent, lors des cérémonies rituelles annonçant le Jup Kupsa, l'une de leurs plus grandes festivités agricoles, un instrument en fer assez volumineux (ci-contre, 55 cm), constitué de dix hochets en forme d'auge accrochés de part et d'autre d'un anneau et d'une cloche sans battant. Conservés et utilisés exclusivement par les initiés masculins, ils sont alors secoués avec force.
De leur côté, les femmes initiées (jəm) se servent de deux petites lames de houe qu'elles frappent l'une contre l'autre pour accompagner les chants.

## Économie
Les Chamba sont pour la plupart des agriculteurs. Ils cultivent une grande variété de céréales et de légumes, ainsi que du cacao et du café dans certains endroits.